# حركة براهمو
البراهموية في (بالإنجليزية: Brahmoism)‏ كما يطلق عليهم براهمو ساجا هي حركة دينية هندوسية توحيدية نشأت في اوساط القرن التاسع عشر في كلكتا اثناء النهضة البنغالية تنسب الى مؤسسها رام موهان روي.و تعني براهمو ساجا المجمتع البراهمي نسبة الى البراهما

## مبادى البراهموية
تأثر رام موهان روي بما وجده ايجابيا في البوذية والزردشتية والاسلام والمسيحية و فضلا عن الهندوسية, ورأى فيها جوهرا روحيا واحدا و جعل محور حركته الدينية ذلك الجوهر و هو وحدانية الله و روحانيته و شخصانيته و الله خلق الكون و حافظة لا يتبدل. و قد رفض روي كل انواع التعددية و عبادة الاوثان داعيا الى تطهير الهندوسية من هذه العناصر.و رأى في تعاليم المسيح (مرشدا الى السعادة و السلام) و في سعيه الى ايجاد دين شامل, تخلى عن الكثير من عقائد ديانته التي لا تتفق و الجوهر الروحي الواحد في العقائد الاخرى, مثل عقيدة التناسخ و العقيدة القائلة بذوبان الروح الفردية في الروح الكلي.و احيا دعاة هذه الحركة طقوسهم من غير تماثيل وصور و ذبائح.و للمرة الاولى في تاريخ الهندوسية ار المؤمنون جميعاً يشاركون في الخدمة,فيرتلون و يقرأون الكتب المقدسة كما في البروتستانتية. و انضم الى تلك الجمعية عدد كبير من ارستقراطيي الهند, منهم جد الشاعر البنغالي طاغور و أبوه, اللذان اصبحا من قادتها.و في عام 1860 انشقت الحركة على يد كيشاب تشاندرا سن (1838 - 1884) الذي دعا الى إزالة العشائرية و الطبقية من الهندوسية و الى الزواج المختلط.